# Union Bègles Bordeaux-Mios Biganos
Maillots
Actualités
Dernière mise à jour : 17 septembre 2015.
L'Union Bègles Bordeaux-Mios Biganos est un club de handball créé en 2013 qui évolue en 2013-2014 dans l’élite du Championnat de France féminin de handball. Il est né du groupement sportif constitué par les clubs de Mios-Biganos bassin d’Arcachon (4e de Division 1 en 2012-13) et du CA Béglais (4e de D2F en 2012-13) sous forme d’une SAS (société par actions simplifiée).

## Historique
Cette équipe est née après des mois de travaux et du projet d'un grand club féminin de handball girondin. Il débute sous le nom de l'Union Mios Biganos-Bègles, (UMB-B) puis, en septembre 2015, le club change de nom afin d'intégrer Bordeaux. En effet, comme l'explique le président du club : "les clubs de LFH sont rattachés désormais à des métropoles". Ainsi, cette nouvelle "collaboration" permet à l'Union d'avoir une "meilleure communication" mais aussi de jouer la plupart de ses matchs dans la salle Jean Dauguet à Bordeaux. Il s'agit d'un des principaux clubs de Gironde, avec celui des Girondins de Bordeaux Bastide HBC qui évolue en Nationale 2 et qui joue dans la même salle (Salle Jean Dauguet).
L'équipe arbore un maillot jaune (les couleurs de Mios-Biganos) ornés de liserés à damiers bleu et blanc (les couleurs du CA Béglais).
En novembre 2015, le club dépose le bilan, et ne termine pas le championnat,. Le Club Athlétique Béglais Handball remplace l'union, pour le reste de la saison, en N1F

## Palmarès

### Palmarès de l'Union
| Compétitions internationales              | Coupe de France féminin nationales                                                                                   |
| - Coupe Challenge : 1 - vainqueur en 2015 | - Division 1 : - 5e en 2014 - Coupe de France : - quarts de finale en 2014 - Coupe de la Ligue : - finaliste en 2015 |

### Palmarès deMios-Biganos
Compétitions internationales
- Coupe EHF Challenge (1) :  2011

Compétitions nationales
- Coupe de France (1) : 2009
- Finaliste de la Coupe de la Ligue en 2012

## Effectif
| Joueuse            | Club précédent                |
| ------------------ | ----------------------------- |
| Nely Carla Alberto | CJF Fleury Loiret             |
| Melanie Bak        | RK Krim                       |
| Chloé Bitonti      | centre de formation           |
| Audrey Bruneau     | Issy Paris Hand               |
| Chloé Bulleux      | Metz Handball                 |
| Audrey Deroin      | Toulon St-Cyr                 |
| Fiona Derrien      | centre de formation           |
| Elsa Deville       | CA Bèglais                    |
| Léa Diharce        | centre de formation           |
| Maëva Guillerme    | OGC Nice Côte d'Azur Handball |
| Juliette Huynh     | centre de formation           |
| Sissi Karlsson     | Levanger HK                   |
| Noémie Lachaud     | CA Bèglais                    |
| Chloé Lavaud       | centre de formation           |
| Jessie Lepere      | centre de formation           |
| Mathilde Lorillard | centre de formation           |
| Laura Munos        | centre de formation           |
| Fanny Philipp      | centre de formation           |
| Soukeïna Sagna     | centre de formation           |
| Aminata Sow        | Le Havre AC Handball          |

Staff
- Emmanuel Mayonnade (entraîneur)
- Pierre Chenu  (préparateur physique)
- Frédéric Balssa  (entraîneur gardiennes)
- Romain Lala (Kinésithérapeute)
- Fethy Bensaad (Médecin)
- Christian Cerda (Officiel)

## Centre de formation
Créé en juin 2013, à l’initiative des dirigeants de l’UMB-B, le centre de formation de l’UMB-B est labellisé par la Fédération française de handball et agréé par arrêté ministériel. 
Les joueuses bénéficient des installations sportives du CREPS de Bordeaux, au sein même de l’enceinte. Les joueuses s’entraînent à Bègles (complexe Duhourquet).